# حمله ژاپن به هندوچین فرانسه
حمله ژاپن به هندوچین فرانسه (به ژاپنی: 仏印進駐, Futsu-in shinchū Indochina)، یک رویارویی نظامی کوتاه اعلام نشده بین امپراتوری ژاپن و فرانسه ویشی در شمال هندوچین فرانسه بود. جنگ از ۲۲ تا ۲۶ سپتامبر ۱۹۴۰، همزمان با نبرد جنوب گوانگشی در جنگ دوم چین و ژاپن ادامه داشت.

## پس از شکست ژاپن
ویتنام از اولین کشورهایی بود که پس از تسلیم ژاپن استقلال را اعلام کرد، جایی که لیگ استقلال ویتنام (ویت مین) به رهبری کمونیست‌ها در راس جنبش آزادی ملی قرار داشت. ویت مین در اصل برای استقلال ویتنام از فرانسه شکل گرفت. هنگامی که ژاپنی‌ها ویتنام را اشغال کردند ویت مین با پشتیبانی ایالات متحده و جمهوری چین به نبرد با ژاپن پرداخت. پس از جنگ جهانی دوم و اشغال دوبارهٔ ویتنام به وسیلهٔ فرانسه ویت مین دوباره به نبرد با فرانسوی‌ها پرداخت.
شکست ژاپن و جنبش گسترده دموکراتیک در هندوچین فرانسه / ویتنام، لائوس و کامبوج از پیش تعیین‌کننده پیروزی انقلاب اوت ۱۹۴۵ در ویتنام بود. پس از تسلیم ارتش ژاپن، کمیته ملی آزادی ویتنام به ریاست هوشی مینه ایجاد شد و در تاریخ ۲۸ اوت ۱۹۴۵، دولت موقت انقلاب تشکیل شد که قدرت آن در سراسر کشور گسترش یافت. در ۲ سپتامبر ۱۹۴۵، هوشی مین اعلامیه استقلال ویتنام را اعلام کرد.